# Callabiana
Callabiana település Olaszországban, Piemont régióban, Biella megyében. Lakosainak száma 141 fő (2023. január 1.). Callabiana Andorno Micca, Bioglio, Camandona, Gaby, Pettinengo, Piatto, Piedicavallo, Tavigliano és Vallanzengo községekkel határos.

## Népesség
A település népességének változása:
| Lakosok száma | 135  | 136  | 141  |
|               | 2017 | 2018 | 2023 |